# Johann Hieronymus Schröter

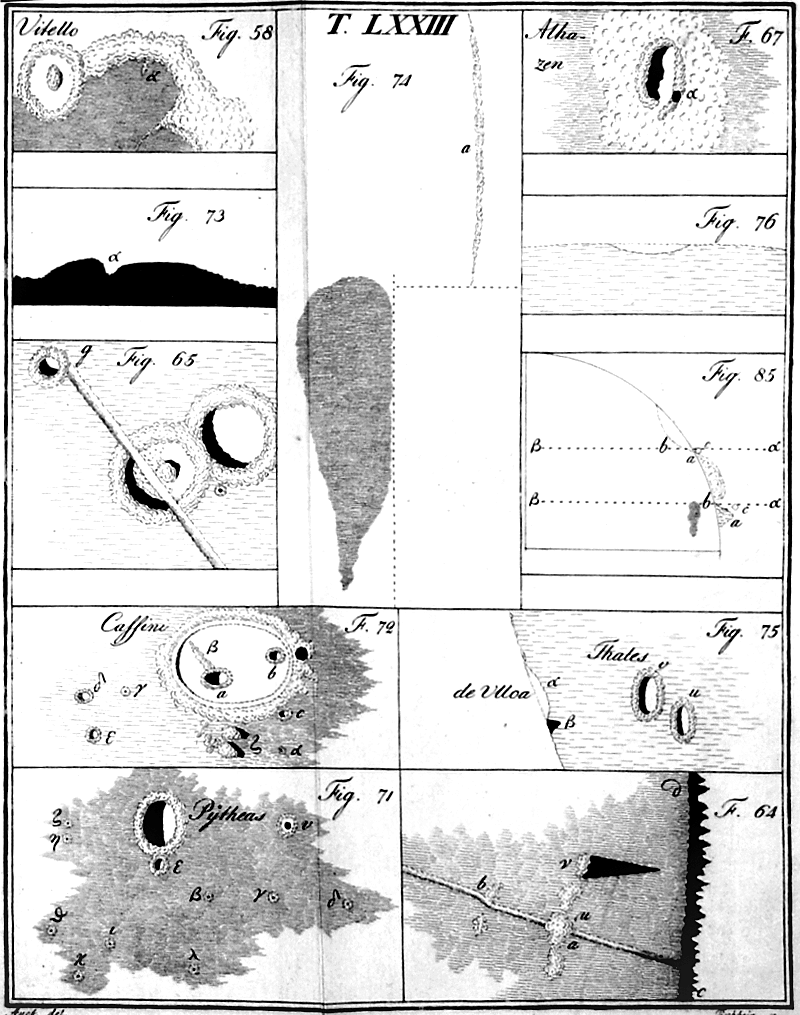
Rysunki szczegółów powierzchni Księżyca z pracy Selenotopographische Fragmente (1791)

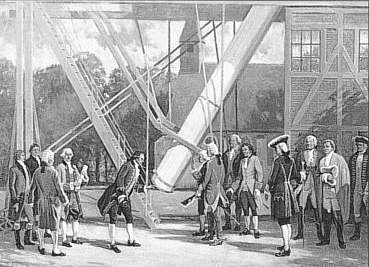
Wizyta króla u astronomów w Obserwatorium w Lilienthal

Johann Hieronymus Schröter (ur. 30 sierpnia 1745 w Erfurcie, zm. 29 sierpnia 1816 w Lilienthal koło Bremy) – niemiecki prawnik, urzędnik i astronom.

## Biografia
Jego ojciec był prawnikiem, lecz zmarł już w 1754 roku, pozostawiając rodzinę w trudnej sytuacji finansowej. Johann Schröter studiował początkowo teologię na Uniwersytecie w Erfurcie, a od 1764 roku prawo na Uniwersytecie w Getyndze. W trakcie studiów w Getyndze poznał Abrahama Gotthelfa Kästnera, który wzbudził u niego zainteresowanie astronomią. W 1767 roku ukończył studia i rozpoczął praktykę prawniczą. W 1777 roku został sekretarzem rady królewskiej brytyjskiego króla Jerzego III w Hanowerze. Zamiłowanie Schrötera do muzyki doprowadziło do nawiązania kontaktów z muzycznie uzdolnioną rodziną Izaaka Herschela. Jednym z synów Izaaka był mieszkający od 1757 roku w Anglii astronom William Herschel, który prowadził obserwacje za pomocą własnoręcznie konstruowanych teleskopów. Słuchając opowieści o Williamie i jego obserwacjach, Schröter znów zafascynował się astronomią. W 1779 roku Dietrich Herschel pomógł mu zakupić mały refraktor Dollonda. Jednak momentem przełomowym w jego życiu było odkrycie przez Williama Herschela Urana w 1781 roku. Schröter postanowił porzucić swoją dotychczasową pracę i z powodzeniem ubiegał się o stanowisko magistrata w wiosce Lilienthal w pobliżu Bremy. Pracę tam rozpoczął w maju 1782 roku. Obowiązki urzędnicze zajmowały mu niewiele czasu, toteż mógł się teraz poświęcić astronomii.
Szybko wybudował pierwsze małe obserwatorium. Za sporą sumę pieniędzy zakupił od Williama dwa teleskopy zwierciadlane o średnicy zwierciadła 4,75 i 6,5 cala. Rosnące wymagania skłoniły go do wybudowania dużego, dwukondygnacyjnego obserwatorium obok budynku swojego biura. W 1788 roku wybudował kolejne obserwatorium, które nazwał Urania-Tempel (świątynia Uranii), mieszczące się w drewnianym ośmiokątnym budynku w odległości około 70 kroków od głównego obserwatorium. Prowadził obserwacje Słońca (w 1787 roku jako pierwszy dostrzegł i opisał struktury na Słońcu nazwane później granulami), planet, stworzył szczegółowe mapy Księżyca. We współpracy z konstruktorem teleskopów Johannem Gottliebem Friedrichem Schraderem w 1793 roku zbudował duży teleskop zwierciadlany o ogniskowej 27 stóp i średnicy zwierciadła 20 cali. Był to wówczas największy teleskop w Europie kontynentalnej (większy był tylko 40-stopowy teleskop Herschela w Slooh w Anglii). Asystentami Schrötera byli Karl Ludwig Harding (w latach 1796–1805) i Friedrich Wilhelm Bessel (1805–1810). Do obserwatorium przyjeżdżało wielu renomowanych astronomów z kraju i zagranicy, stało się ono światowym centrum badań księżycowych i planetarnych.
Schröter kupował kolejne, mniejsze teleskopy, jednak w 1799 roku wydatki na obserwatorium zaczęły przekraczać jego możliwości finansowe. Z pomocą przyszedł jednak król Jerzy III, patron Herschela, który zobowiązał się finansować działalność astronomiczną Schrötera pod warunkiem, że po śmierci astronoma wszystkie instrumenty zostaną przekazane obserwatorium uniwersyteckiemu w Getyndze.
We wrześniu 1800 roku z inicjatywy barona von Zacha w Lilienthal miało miejsce spotkanie astronomów, na którym zdecydowano o utworzeniu grupy, która miała się zająć systematycznym przeszukiwaniem zodiakalnego pasa nieba w celu odnalezienia hipotetycznej planety krążącej między orbitami Marsa i Jowisza, której istnienie wywnioskowano na podstawie reguły Titiusa-Bodego. Zostali nazwani Niebiańską Policją. Do grupy mieli też należeć inni znani astronomowie, do których rozesłano zaproszenia. Każdy z astronomów miał przydzielony pas nieba, w którym miał prowadzić poszukiwania. 1 stycznia 1801 roku włoski astronom Giuseppe Piazzi, zanim dotarło do niego zaproszenie, odkrył pierwszą planetoidę, nazwaną później Ceres. Astronomowie należący do grupy odkryli w kolejnych latach planetoidy Pallas, Juno i Westę.
W 1810 roku w trakcie okupacji Niemiec przez wojska napoleońskie Schröter stracił swoje stanowisko urzędnicze, jego stan zdrowia również uległ pogorszeniu. Jeszcze wcześniej wskutek zawieruchy wojennej przestały napływać pieniądze z Anglii od króla. W kwietniu 1813 roku Lilienthal zostało spalone przez Francuzów. Obserwatorium przetrwało, ale zostało splądrowane, jeden z teleskopów wywieziono do Bremy, zniszczeniu uległo biuro i znaczna część notatek i nieopublikowanych manuskryptów. Te wydarzenia były dla starego astronoma dużym szokiem. W listopadzie 1813 roku przywrócono mu stanowisko magistra. Ponieważ jego stan zdrowia nadal się pogarszał, polecił wysłać wszystkie instrumenty obserwatorium zakupione przed 1799 rokiem do Getyngi. Zmarł 29 sierpnia 1816 roku. Budynki obserwatorium zostały zniszczone w 1850 roku po śmierci syna Schrötera, który nie przejawiał zainteresowania astronomią.

## Wyróżnienia i upamiętnienie
W 1798 roku został członkiem Royal Society.
Na cześć uczonego nazwano krater marsjański Schroeter oraz dolinę księżycową Vallis Schröteri. Z kolei nazwa planetoidy (3707) Schröter pochodzi od innego niemieckiego astronoma o tym samym nazwisku, Egona Horsta Schrötera.